# Francisco Salvador-Daniel
Francisco Salvador-Daniel (* 17. Februar 1831 in Bourges; † 24. Mai 1871 in Paris) war ein französischer Komponist und Ethnomusikwissenschaftler spanischer Herkunft.

## Leben
Sein Vater Salvador Daniel war ein Musiker mit jüdischen Wurzeln, der nach Frankreich geflüchtet war. Nach der Ausbildung am Pariser Konservatorium lehrte er 1853 Violine in Algier. Er übersetzte nordafrikanische Lieder ins Französische und adaptierte die Musik für europäische Instrumente. Nach seiner Rückkehr nach Paris 1865 wurde er Musikkritiker in Henri Rocheforts Satirezeitschrift La Lanterne, die ab Mai 1868 erschien.
Während der Pariser Kommune wurde er nach dem Tod von Daniel Auber (12. Mai 1871) zum Direktor des Konservatoriums ernannt und schließlich während der „blutigen Maiwoche“ (21.–28. Mai 1871) von Regierungstruppen hingerichtet: er wurde am Mittag des 24. Mai von einem Offizier aus seiner Wohnung in der Rue Jacob geholt, zur Ecke mit der Rue Bonaparte geführt und dort als Angehöriger der Kommune erschossen.

## Werke
- Musique et instruments de musique du Maghreb, La Boîte à documents, 1986, ISBN 2-906164-00-3
- La musique arabe, ses rapports avec la musique grecque et le chant grégorien, Algier, Adolphe Jourdan, 1879 online
- The Music and musical instruments of the Arab: with introduction on how to appreciate Arab music, by Francesco Salvador-Daniel, edited with notes, memoir, bibliography and thirty examples and illustrations, by Henry George Farmer, traduction de: La musique arabe, ses rapports avec la musique grecque et le chant grégorien, London, W. Reeves, 1914
- Cours de plain-chant, dédié aux élèves-maîtres des écoles normales primaires, par Salvador Daniel (père et fils), Paris, P. Dupont, 1864